# Delphinbrunnen (Dresden-Altstadt)

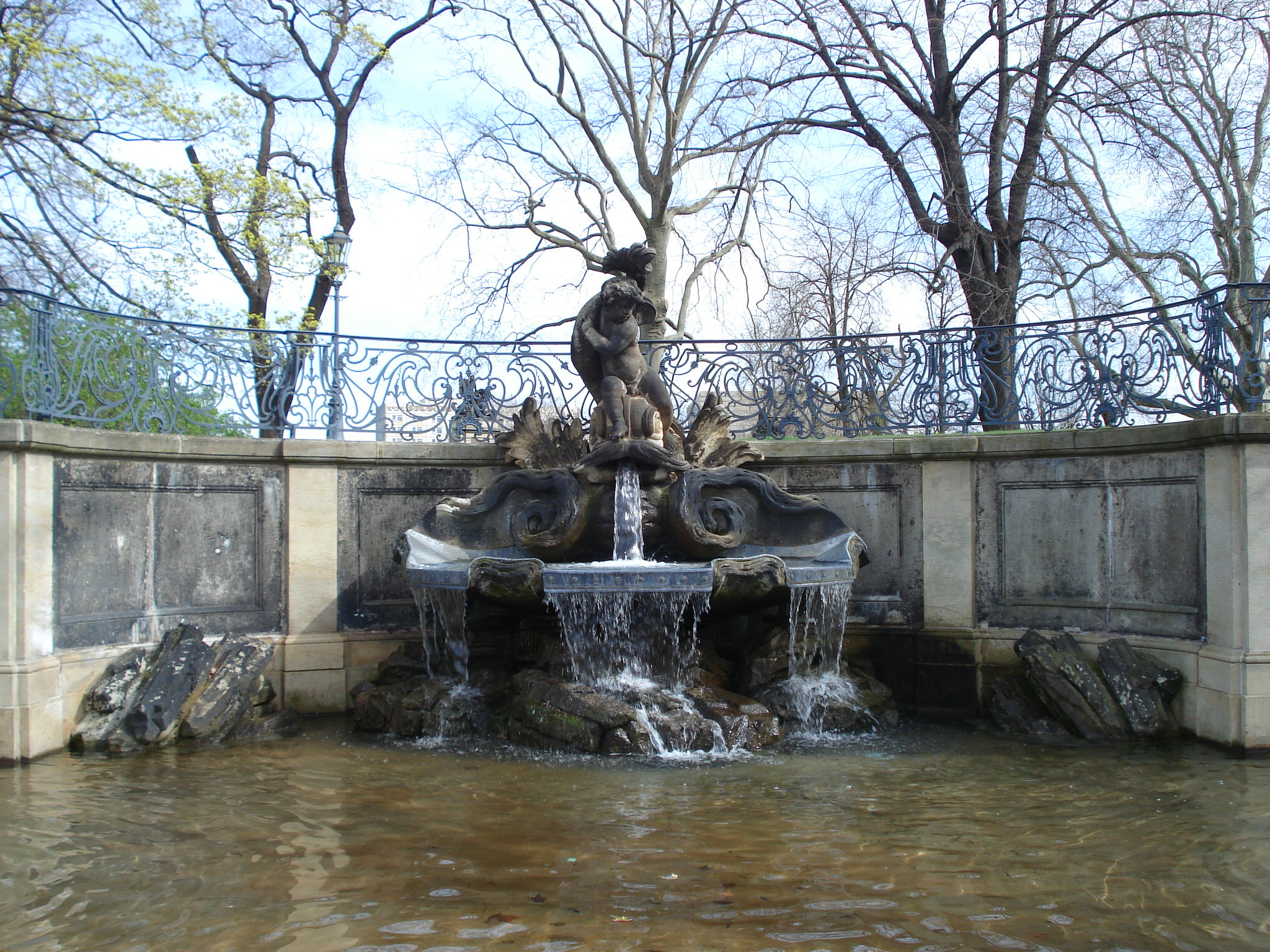
Der Delphinbrunnen auf der Brühlschen Terrasse

Ansicht 1906

Der Delphinbrunnen ist eine Brunnenanlage auf der Brühlschen Terrasse in Dresden.
Zwei zum Belvedere-Hügel führende Freitreppen schließen ein 100 m² großes, 14 Meter breites Wasserbecken ein. Die Brunnenplastik ist ein Putto, der auf einem Delphin reitet. Aus dem Mund des Delphins strömt ein Wasserstrahl in eine Rieselmuschel und aus ihr in das darunterliegende Becken ab, das mit strahlenförmigen Korallen gefasst ist. Im Brunnenbecken selbst sind zwei kleinere Fontänen vorhanden, die bei der Sanierung 1992 neu eingebaut wurden und nur auf älteren Kupferstichen nachweisbar waren. Umkränzt wird der Brunnen durch ein Geländer im Stil des Rokoko.
Der Delphinbrunnen wurde 1750 von Pierre Coudray geschaffen, der Putto, der Liebesgott als geflügeltes Kind und den Delphin schuf Johann Gottfried Knöffler.
Der Brunnen gehörte zur Gartenanlage des heute nicht mehr vorhandenen Zweiten Belvederes und befindet sich auf der Jungfernbastei. Die Figuren sind aus Sandstein gefertigt, die Brunnenverkleidung besteht aus Muschel- und Felsenwerk.
1879 war Wasser aus dem Brunnen in die darunterliegenden Kasematten eingedrungen und erhielt im Frühjahr 1880 einen Betonboden. Da auch dieser undicht war, wurde der Brunnen im August 1880 abgestellt.
1945 wurde die Brunnenanlage durch Kriegseinwirkungen zerstört. Bereits 1952 begann der Wiederaufbau des Brunnens. Die Kopie der Skulptur des Brunnenreiters aus Cottaer Sandstein wurden 1954 durch den Bildhauer Werner Hempel abgeschlossen und wurde anstelle des Originales aufgestellt, die anderen Bestandteile wurden ausgebessert. Das Original des Brunnenreiters – zwischenzeitlich ebenfalls restauriert – steht im Garten des Barockschlosses Rammenau.
1991/92 wurde der Brunnen restauriert. Dazu wurde er vollständig abgebaut, der darunterbefindliche Kanonenhof mit einer Betonplatte verschlossen. Das Gestrüpp wurde entfernt. Bei der Sanierung wurden Becken und Muschelschale mit einer Bleischürze ausgekleidet. Restaurierungen erfolgten in Mühlleite-Sandstein. Die Pumpentechnik befindet sich in einem unterirdischen Bauwerk rechts neben dem Becken (Wassertechnik: Fa. Eberhard Grundmann), das einfassende Gitter rekonstruierte der Kunstschmied Peter Bergmann. Scheinwerfer zur abendlichen und nächtlichen Beleuchtung wurden eingebaut, sind aber nur selten in Betrieb. Der Platz vor dem Brunnen wurde mit jungen Linden bepflanzt. Am 28. Mai 1992 wurde der sanierte Brunnen wieder in Betrieb genommen.